# Sternarchorhynchus britskii
Sternarchorhynchus britskii is een straalvinnige vissensoort uit de familie van de staartvinmesalen (Apteronotidae). De wetenschappelijke naam van de soort is voor het eerst geldig gepubliceerd in 2000 door Campos-da-Paz.